# Genese Davis
Pour les articles homonymes, voir Davis.
Genese Davis (né le 12 septembre 1984 à Santa Fe) est une romancière et scénariste de jeux vidéo américaine. Elle a notamment écrit le roman The Holder's Dominion, et a été scénariste senior sur le jeu vidéo Hogwarts Legacy : L'Héritage de Poudlard.

## Ludographie
- 2018 : Omensight
- 2020 : Ary and the Secret of Seasons
- 2020 : Override 2: Super Mech League
- 2021 : Rustler
- 2023 : Hogwarts Legacy : L'Héritage de Poudlard
- À venir : Project Witchstone